# Wassoniet
Wassoniet is een mineraal dat is opgebouwd uit zwavel en titanium. Het heeft een unieke kristalstructuur met een dikte van ongeveer 1/100 van een mensenhaar. Het mineraal is met behulp van onderzoek met een elektronenmiscroscoop ontdekt door NASA, in meteoriet Yamato 691 die in 1969 in de buurt van de zuidpool is gevonden. Op 5 april 2011 maakte NASA de ontdekking bekend.
Wassoniet is vernoemd naar de Amerikaanse meteorietdeskundige John T. Wasson. Het mineraal zou zijn ontstaan tijdens het ontstaan van het zonnestelsel.